# 大河直躬
大河 直躬（おおかわ なおみ、1929年4月24日 - 2015年9月13日）は、日本の建築学者、千葉大学名誉教授。専攻は日本建築史。日本中世大工の生産・組織生活を明らかにし、民家の形式美を研究した。
金沢市生まれ。東京大学工学部建築学科卒、1958年同大学院数物系研究科建築学博士課程満期退学、1962年「中世建築の制作組織に関する研究」で工学博士。千葉大学工学部教授、1995年定年退官、名誉教授。

## 著書
- 『日本の民家 その美しさと構造』社会思想社 現代教養文庫 1962
- 『東照宮』鹿島研究所出版会 SD選書 1970
- 『番匠 ものと人間の文化史』法政大学出版局 1971
- 『カラー日本の民家』丹地敏明写真、山と渓谷社 山渓カラーガイド 1979
- 『住まいの人類学 日本庶民住居再考』平凡社 イメージ・リーディング叢書 1986

### 共著編
- 『日本の美術 第20 桂と日光』平山忠治写真、平凡社 1964
- 『秘宝 第12巻 日光東照宮』講談社 1969
- 『千葉県の民家 1 安房地方の民家』共著　千葉県教育委員会 1970
- 『千葉県の民家 2 上総地方の民家』共著　千葉県教育委員会 1972
- 『千葉県の民家 3 下総地方の民家』共著　千葉県教育委員会 1974
- 『日本美術全集 第16巻 桂離宮と東照宮 江戸の建築1・彫刻』伊東龍一共編著 講談社 1991
- 『都市の歴史とまちづくり』編 学芸出版社 1995
- 『歴史的遺産の保存・活用とまちづくり』編 学芸出版社 1997
- 『歴史的遺産の保存・活用とまちづくり 改訂版』三舩康道共編著 学芸出版社 2006

### 記念論文集
- 『建築史の鉱脈 大河直躬先生退官記念論文集』大河直躬先生退官記念論文集刊行会 1995

## 論文
- Cinii

## 注
1. ↑  千葉大名誉教授の大河直躬さん死去　霊廟建築の権威 朝日新聞 2015年9月15日
2. ↑  『現代日本人名録』